# Jan Bockma
Jan Bockma (IJlst, 31 augustus 1921 – Makkum, Wonseradeel, 6 juli 1944) was een Engelandvaarder, verzetsman, geheim agent en vulcaniseur.

## Jeugd

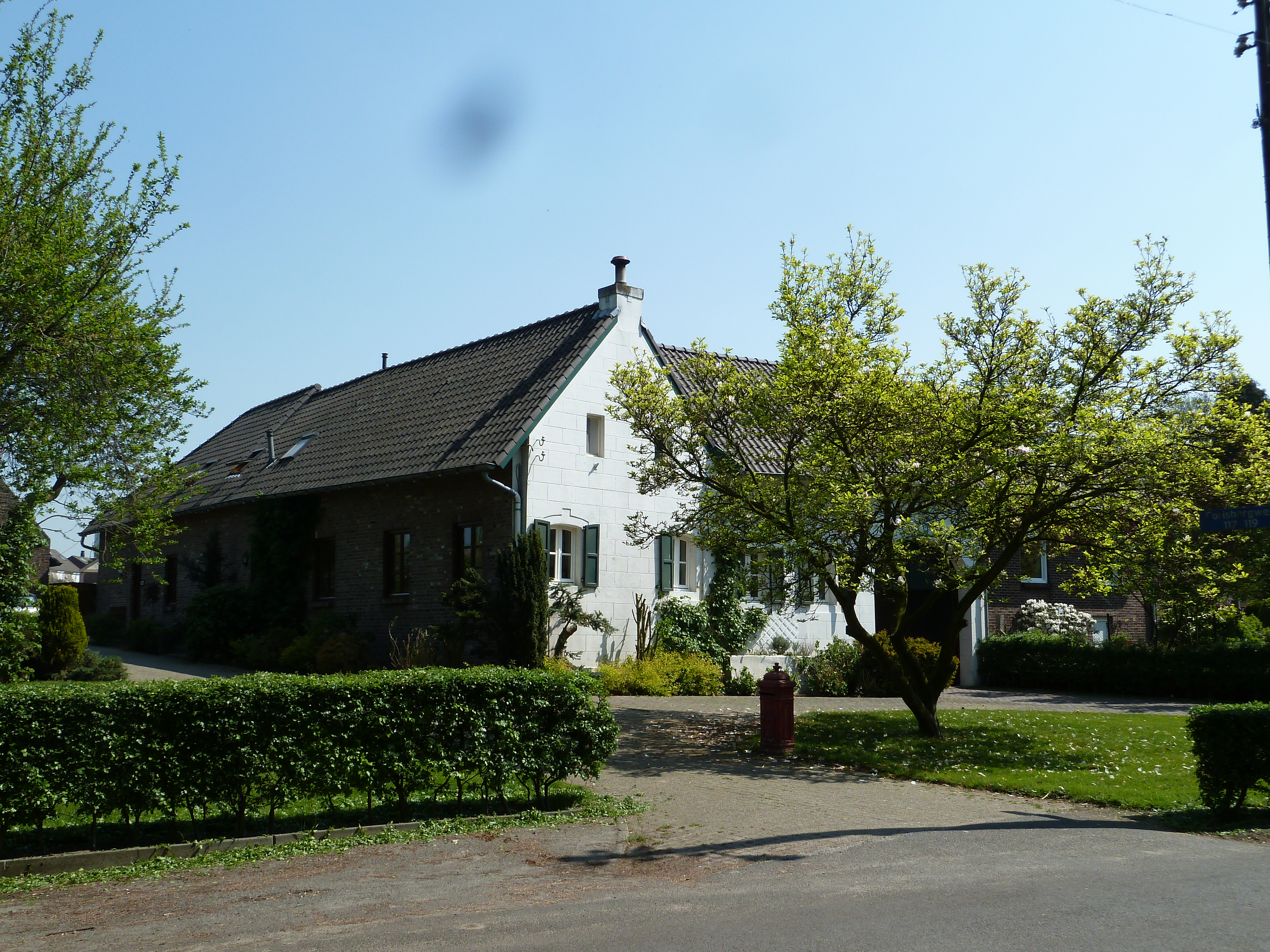
Hoeve Droepnaas die de familie Bockma vanaf 1938 huurde aan de Corisbergweg in Heerlen

Jan Bockma was de oudste zoon van Saakje Jelsma (Jutrijp, 1898–1977) en mijnwerker en landbouwer Harmen Bockma (Wewer, D), 1901–1981). De familie Bockma heeft Friesland in 1923 verlaten en zich in Limburg gevestigd op een grote boerderij aan de rand van Heerlen. Harmen Bockma werkte er als ‘hoofdbewaarder’ in de nieuwe steenkoolmijn Julia in Eygelshoven. Jan en zijn broers en zusters bezochten de gereformeerde Talmaschool in Heerlen.
Zijn vader was vanaf de zomer van 1942 een vooraanstaande man binnen de verzetsgroep NV, met name wat betreft het ophalen en onderbrengen van Joodse kinderen uit Amsterdam, waarbij ook Jans zuster Rins hielp. Jan zelf was toen al enkele weken onderweg naar Engeland; hij was op 17 mei vertrokken, omdat de Gestapo naar hem op zoek was.

## Engelandvaarder
Via Parijs reisde Bockma binnen enkele dagen naar Bordeaux, wist ongezien de demarcatielijn te passeren en trok verder naar Marseille. Hij werd gearresteerd en koos de hem voorgestelde optie om te gaan vechten voor het Franse Vreemdelingenlegioen, omdat hij niet wilde worden teruggestuurd naar door de nazi’s bezet gebied.
Een maand later was hij in  Algerije gestationeerd (in Oran, Sidi-bel-Abbès en uiteindelijk Saïda) om tegen de Geallieerden te gaan vechten. Toen dat aan de orde was – operatie Torch – simuleerde Bockma psychische problemen en werd hij in januari afgekeurd. Consequentie was echter dat de legerleiding hem in een werkkamp in Colomb Béchar plaatste. Na 8 dagen is hij waarschijnlijk ontsnapt. De Noorse consul bezorgde hem een baan aan boord van het Noorse schip Hildur I. De Engelse politie hielp hem enkele maanden later aan te monsteren op de Gudrun Maersk. Daarmee kwam hij op 16 mei 1943 in Glasgow in het Verenigd Koninkrijk aan.

## SOE
Aanvankelijk ging hij bij de marine en had de rang van matroos der 2e klasse zeemiliciën. Enige tijd later is hij voorgedragen voor de geheime dienst SOE. Na zijn training bij SOE is Bockma op 3 juli 1944 bevorderd tot tweede luitenant.

## Missie

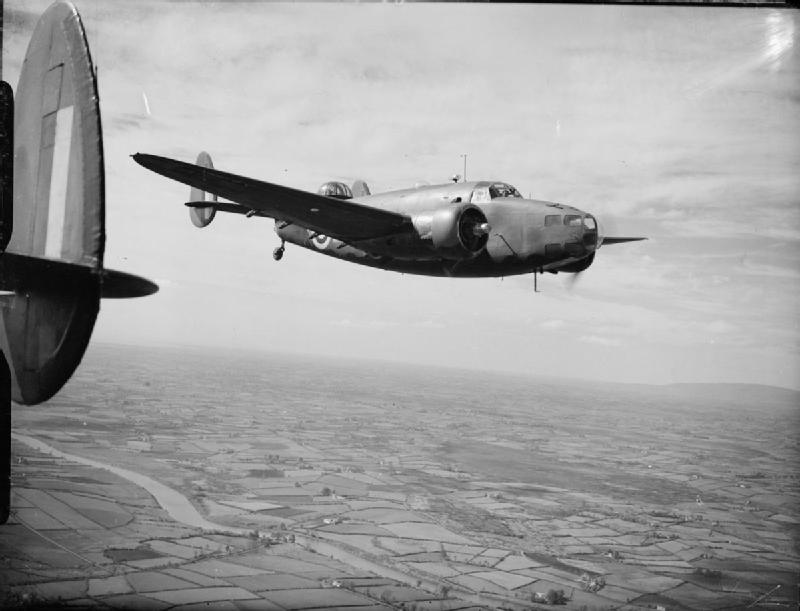
Hudsons boven Ierland

Met de opdracht om namens BBO contact te leggen met de Raad van Verzet vertrok Jan Bockma in de nacht van 5 op 6 juli samen met Pleun Verhoef vanaf RAF Tempsford. Hij was wireless operator van Verhoef. Aan boord van de Hudson FK790 (MA-R) bevond zich een tweede SOE-team, bestaande uit de Nederlandse agenten Johannes Walter en Pieter Kwint die sabotage- en spionageactiviteiten moesten ontplooien in Duitsland. Zij zouden allen boven de dropping zone Appelsche heide bij Nijkerk worden geparachuteerd.
Het toestel van het 161 Squadron RAF werd gevlogen door de ervaren piloot flight lieutenant J.W. Menzies en zijn vaste bemanningsleden flight officer K.R. Bunney (navigator), sergeant E.M. Elliot (boordschutter) en sergeant D.J. Withers (radio-operator). De Lockheed Hudson vloog ongeveer 15 meter boven de Noordzee en kwam ter hoogte van Vlieland en Terschelling boven de Nederlandse Waddenzee. Om onduidelijke redenen heeft het toestel plots hoogte gewonnen en werd het van onderaf met een 20 mm-kanon beschoten door de boordschutter van een Messerschmitt Bf 110G-4 met 3 bemanningsleden. Dit Duitse jachtvliegtuig was na een alarmoproep tegen 0100 uur ter onderschepping opgestegen vanaf Fliegerhorst Leeuwarden.
De Hudson FK790 stortte vlak bij de afsluitdijk, zo’n 4 kilometer ten zuidwesten van Kornwerderzand, in het IJsselmeer neer. Geen van de inzittenden overleefde de crash.
De Duitse geheime diensten in Nederland wisten via een lek in het SOE-radioverkeer dat deze vlucht zou komen. Het toestel had pas mogen worden neergeschoten nadat de agenten waren geparachuteerd, zodat zij gevangen genomen zouden kunnen worden; maar dat bevel had de Duitse bemanning volgens de piloot, Feldwebel Lahmann, niet bereikt.

## Begrafenis inzittenden en berging toestel

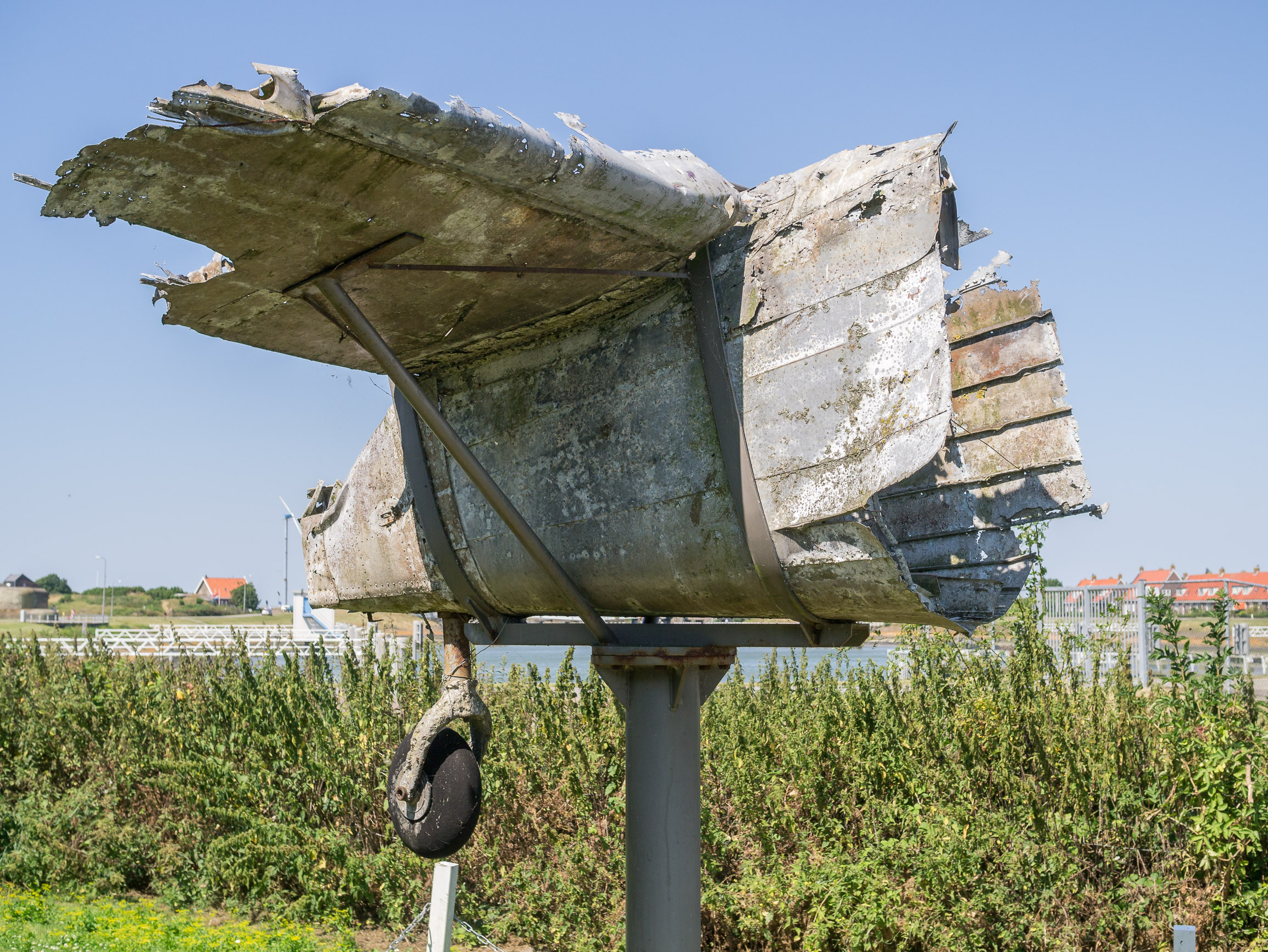
Het staartstuk van de geborgen Lockheed Hudson FK790

Zes bemanningsleden en SOE-agenten – waaronder Bockma – werden in de dagen na de crash gevonden door vissers. Na onderzoek door een Duitse arts in het bijzijn van een Nederlandse politieagent die betrokken was bij het verzet zijn zij begraven bij de Nederlands Hervormde kerk in het nabijgelegen Makkum. In hun kleding en bagage zaten grote sommen Nederlands, Belgisch en Frans geld, code-gedichten one-time pads, een pistool, munitie en radiokristallen.
In 1997 heeft de Koninklijke Marine het toestel geborgen. In de cockpit werden de stoffelijke resten van de nog vermiste piloot John Menzies aangetroffen. Hij is in oktober 1998 bij de overige bemanningsleden begraven op de begraafplaats in Makkum.
Jan Bockma is in september 1945 met militaire eer herbegraven in Heerlen. In het voorjaar 2002 is hij bijgezet op het ereveld van de Oorlogsgravenstichting in Loenen.

## Onderscheidingen
Voor zijn Engelandvaart is Bockma met de volgende onderscheiding gedecoreerd:
- Kruis van Verdienste, K.B. No.20 de dato 27-7-1943, registratienummer 514 (inlichtingendienst), toelichting:[18][38]

 Nederland – voorbereiden en uitvoeren plan tot ontsnapping uit bezet Nederland en na vele moeilijkheden Engeland bereikt.